# Pazifischer Heilbutt

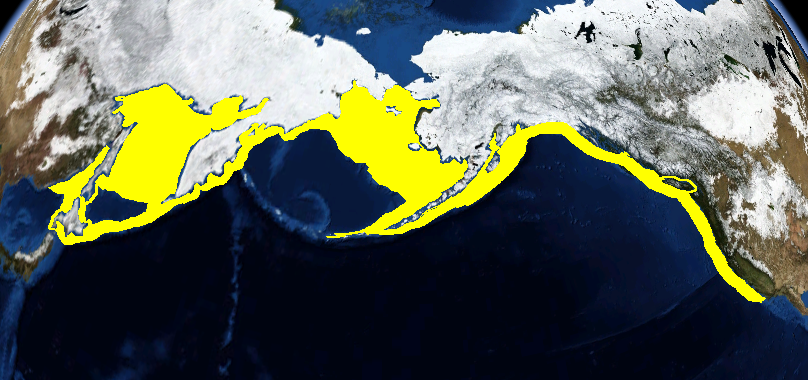
Verbreitungsgebiet von Hokkaidō bis Kalifornien

Der Pazifische Heilbutt (Hippoglossus stenolepis) ist der größte Plattfisch im nördlichen Pazifik. Die größte nachgewiesene Länge bei einem Weibchen liegt bei 2,67 Meter bei einem Gewicht von 363 kg. Männchen bleiben kleiner. Der beliebte Speisefisch wird meist bei einem Gewicht von 2,3 bis 4,5 kg mit Langleinen gefangen.

## Merkmale
Die Rückenflosse beginnt über der Pupille des unteren Auges. Rücken- und Afterflosse sind niedrig, werden nur in der Körpermitte hoch. Die Schwanzflosse ist breit und leicht mondförmig, die Brustflossen sind klein. Die Augen befinden sich immer auf der rechten Körperseite. Das Seitenlinienorgan bildet über der Brustflosse einen Bogen. Die Schuppen sind Cycloidschuppen und klein. Die Kiefer reichen bis zur Augenmitte. Die Oberseite ist normalerweise braun, die Blindseite weiß.
Flossenformel: Dorsale 90–106, Anale 69–80.

## Lebensweise
Der Pazifische Heilbutt lebt auf unterschiedlichen Böden, in Tiefen von 0 bis 1200 Metern. Jungfische leben eher in flachem Wasser und wandern mit fortschreitendem Wachstum immer tiefer. Ältere Tiere verbringen den Winter in größeren Tiefen und halten sich im Sommer vor allem küstennah in Tiefen von 27 bis 274 Metern auf. Der Pazifische Heilbutt ernährt sich von Fischen, Krabben, Muscheln, Kopffüßern und anderen Wirbellosen.